# Clianthus
Clianthus là chi gồm hai loài thực vật bản địa của New Zealand.

## Thư viện ảnh

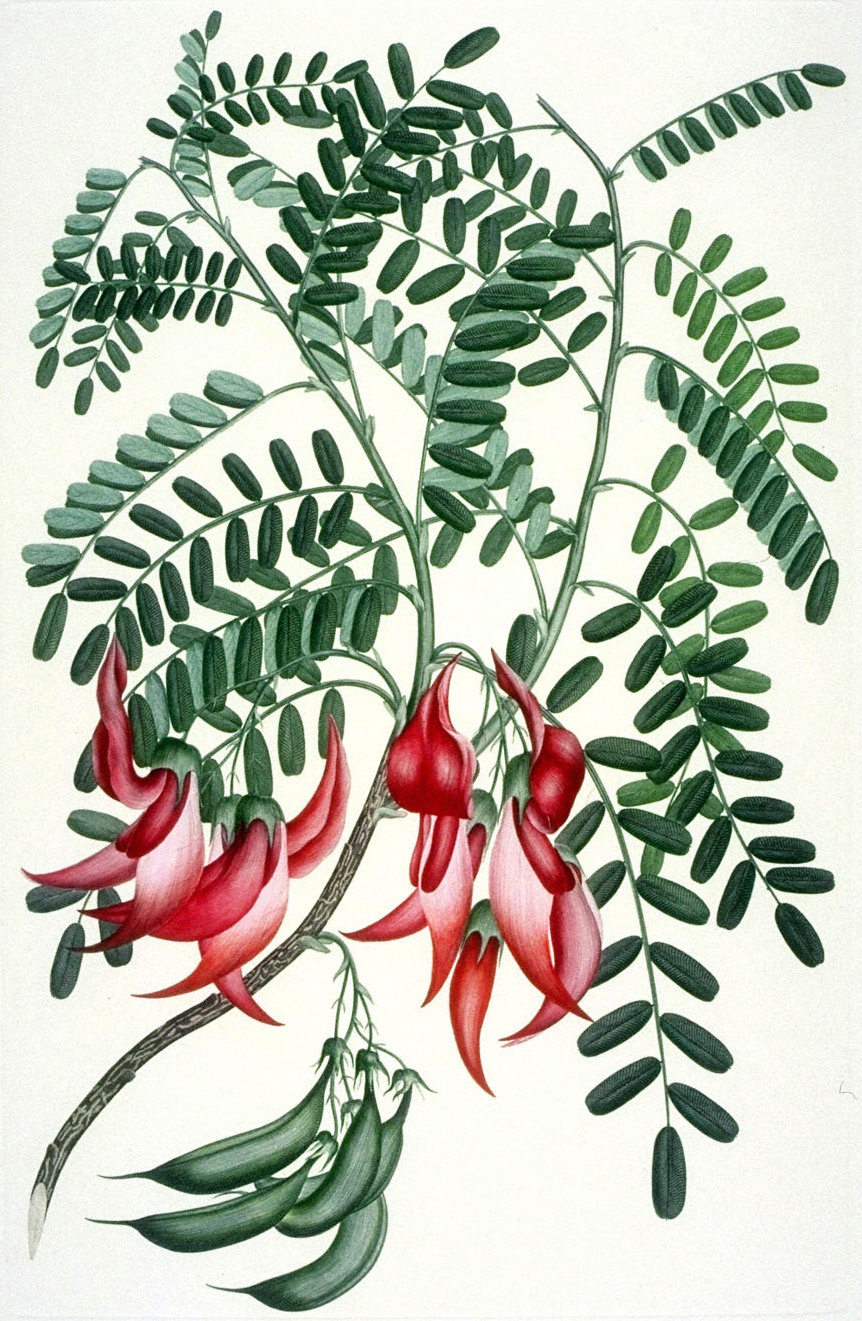
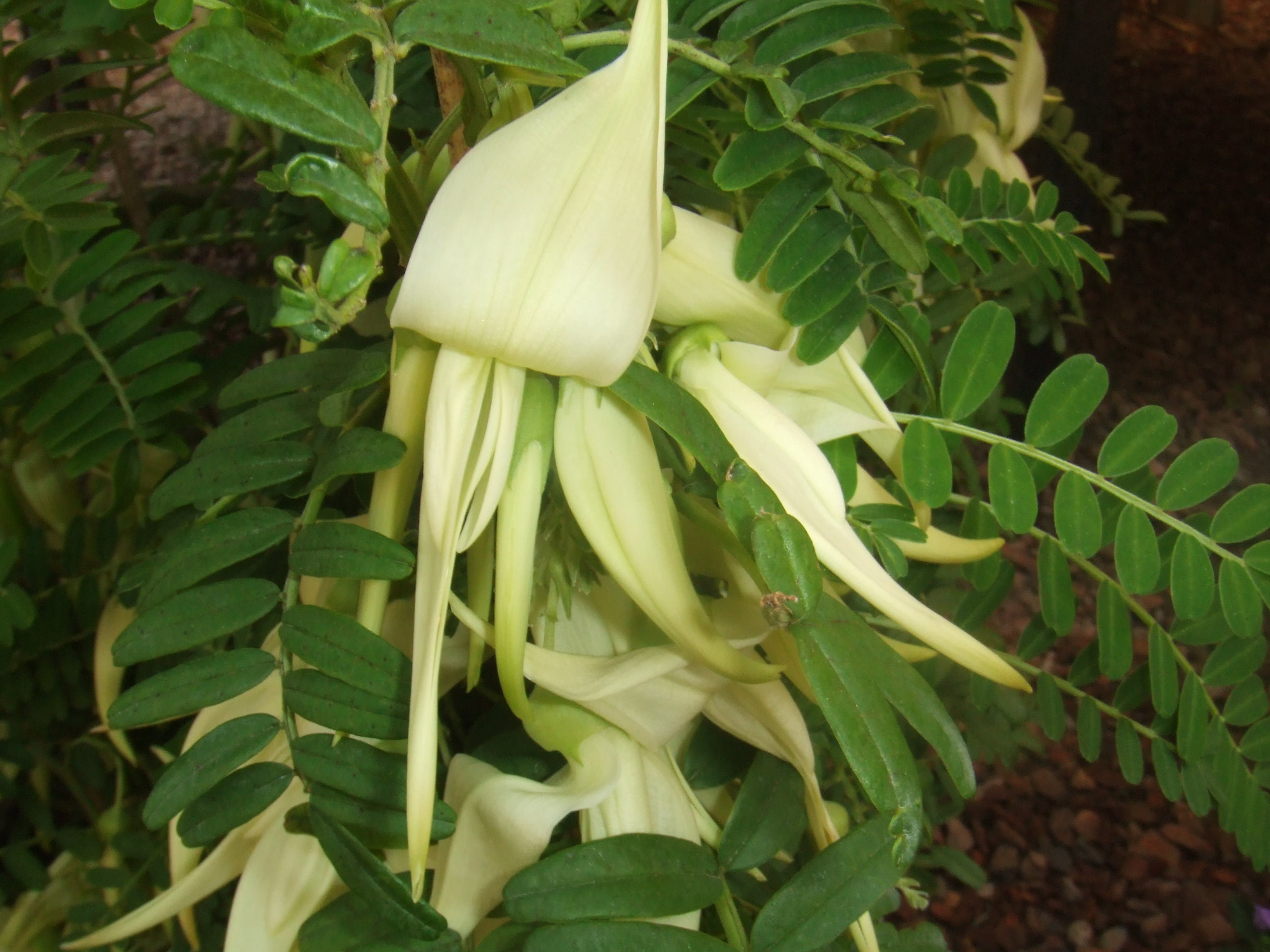